# 苇亚铁路
苇亚铁路全长24.24公里，起点是苇河站，终点是亚布力南站，在苇河站与滨绥铁路接轨，是中国国家二级单线铁路。2007年12月6日竣工通车，12月25日正式开行6247/6248次普通旅客列车，该车途经帽儿山、亚布力两个大冬会滑雪比赛场地。苇亚铁路是由哈尔滨铁路局和黑龙江省政府联合修建的2009年冬季大学生运动会配套工程，由哈尔滨铁路局管理。
本线建成时并未电气化，直至2025年亚洲冬季运动会确定由哈尔滨举办后才于2024年开始电气化工程，2024年10月27日完成电气化改造工程热滑试验。